# Markéta Vondroušová
Markéta Vondroušová (ur. 28 czerwca 1999 w Sokolovie) – czeska tenisistka, triumfatorka Wimbledonu 2023 w grze pojedynczej kobiet, finalistka French Open 2019 w grze pojedynczej, srebrna medalistka igrzysk olimpijskich z Tokio (2020) w grze pojedynczej, triumfatorka Australian Open i French Open w sezonie 2015 w konkurencji gry podwójnej dziewcząt w parze z Miriam Kolodziejovą.

## Kariera zawodowa
W 2014 wraz z Amerykanką Catherine Bellis osiągnęła finał juniorskiego French Open w grze podwójnej, ulegając jedynie reprezentantkom Rumunii Ioanie Ducu i Ioanie Loredana Roșce.
W 2015 zwyciężyła w juniorskich zawodach deblowych podczas wielkoszlemowego Australian Open. Partnerowała jej wówczas Czeszka Miriam Kolodziejová, z którą w finale pokonała Niemkę Katharina Hobgarski oraz Greet Minnen z Belgii. Podczas French Open Czeszki powtórzyły ten rezultat, pokonując w meczu decydującym o mistrzostwie Caroline Dolehide i Katerinę Stewart 6:0, 6:3.

## Historia występów wielkoszlemowych
Legenda
     W, wygrany turniej
     F, przegrana w finale
     SF, przegrana w półfinale
     QF, przegrana w ćwierćfinale
     xR, przegrana w x rundzie
     Qx, przegrana w x rundzie kwalifikacji
     A, brak startu
     NH, turniej nie odbył się

### Występy w grze pojedynczej
| Australian Open        | A   | A   | A  | 2R | 2R | 1R | 4R | 3R | 3R | 1R | A  | 0 / 7  | 9 – 7   |  |  |  |  |  |  |  |  |  |  |  |  |  |
| French Open            | A   | A   | 2R | 1R | F  | 1R | 4R | A  | 2R | QF | 3R | 0 / 8  | 17 – 8  |  |  |  |  |  |  |  |  |  |  |  |  |  |
| Wimbledon              | A   | A   | 1R | 1R | 1R | NH | 2R | A  | W  | 1R | 2R | 1 / 7  | 9 – 6   |  |  |  |  |  |  |  |  |  |  |  |  |  |
| US Open                | A   | A   | 1R | 4R | A  | 2R | 2R | A  | QF | A  |    | 0 / 5  | 9 – 5   |  |  |  |  |  |  |  |  |  |  |  |  |  |
|                        |     |     |    |    |    |    |    |    |    |    |    |        |         |  |  |  |  |  |  |  |  |  |  |  |  |  |
| Ranking na koniec roku | 429 | 376 | 67 | 67 | 16 | 21 | 35 | 99 | 7  | 39 |    | 1 / 27 | 44 – 26 |  |  |  |  |  |  |  |  |  |  |  |  |  |

### Występy w grze podwójnej
| Australian Open        | A   | A | A   | 1R  | SF  | 1R  | 2R | 2R  | 3R | A   | A  | 0 / 6  | 8 – 6   |  |  |  |  |  |  |  |  |  |  |  |  |  |  |
| French Open            | A   | A | A   | 1R  | 2R  | A   | A  | A   | 2R | A   | A  | 0 / 3  | 2 – 2   |  |  |  |  |  |  |  |  |  |  |  |  |  |  |
| Wimbledon              | A   | A | QF  | 1R  | A   | NH  | 2R | A   | 3R | A   | 1R | 0 / 5  | 6 – 4   |  |  |  |  |  |  |  |  |  |  |  |  |  |  |
| US Open                | A   | A | 1R  | A   | A   | A   | 2R | A   | 3R | A   |    | 0 / 3  | 3 – 2   |  |  |  |  |  |  |  |  |  |  |  |  |  |  |
|                        |     |   |     |     |     |     |    |     |    |     |    |        |         |  |  |  |  |  |  |  |  |  |  |  |  |  |  |
| Ranking na koniec roku | 386 | – | 155 | 634 | 100 | 600 | 65 | 119 | 44 | 158 |    | 0 / 17 | 19 – 14 |  |  |  |  |  |  |  |  |  |  |  |  |  |  |

### Występy w grze mieszanej
| Australian Open | A | A | A | A | A | A  | A  | A | A | A | A | 0 / 0 | 0 – 0 |  |  |  |  |  |  |  |  |  |  |  |  |  |  |
| French Open     | A | A | A | A | A | NH | A  | A | A | A | A | 0 / 0 | 0 – 0 |  |  |  |  |  |  |  |  |  |  |  |  |  |  |
| Wimbledon       | A | A | A | A | A | NH | 2R | A | A | A | A | 0 / 1 | 1 – 1 |  |  |  |  |  |  |  |  |  |  |  |  |  |  |
| US Open         | A | A | A | A | A | NH | A  | A | A | A |   | 0 / 0 | 0 – 0 |  |  |  |  |  |  |  |  |  |  |  |  |  |  |
|                 |   |   |   |   |   |    |    |   |   |   |   |       |       |  |  |  |  |  |  |  |  |  |  |  |  |  |  |
|                 |   |   |   |   |   |    |    |   |   |   |   | 0 / 1 | 1 – 1 |  |  |  |  |  |  |  |  |  |  |  |  |  |  |

## Finały turniejów WTA
| Legenda                     | Legenda |
| --------------------------- | ------- |
| Wielki Szlem                |         |
| Igrzyska olimpijskie        |         |
| WTA Tour Championships      |         |
| 2009 – 2020                 |         |
| WTA Premier Mandatory       |         |
| WTA Premier 5               |         |
| WTA Premier                 |         |
| WTA International Series    |         |
| WTA 125K series (2012–2020) |         |
| od 2021                     |         |
| WTA 1000 (obowiązkowe)      |         |
| WTA 1000 (nieobowiązkowe)   |         |
| WTA 500                     |         |
| WTA 250                     |         |
| WTA 125                     |         |

### Gra pojedyncza 7 (3–4)
| Końcowy wynik | Nr | Data             | Turniej     | Nawierzchnia  | Przeciwniczka       | Wynik finału      |
| ------------- | -- | ---------------- | ----------- | ------------- | ------------------- | ----------------- |
| Zwyciężczyni  | 1. | 16 kwietnia 2017 | Biel        | Twarda (hala) | Anett Kontaveit     | 6:4, 7:6(6)       |
| Finalistka    | 1. | 24 lutego 2019   | Budapeszt   | Twarda (hala) | Alison Van Uytvanck | 6:1, 5:7, 2:6     |
| Finalistka    | 2. | 28 kwietnia 2019 | Stambuł     | Ceglana       | Petra Martić        | 6:1, 4:6, 1:6     |
| Finalistka    | 3. | 8 czerwca 2019   | French Open | Ceglana       | Ashleigh Barty      | 1:6, 3:6          |
| Finalistka    | 4. | 31 lipca 2021    | Tokio       | Twarda        | Belinda Bencic      | 5:7, 6:2, 3:6     |
| Zwyciężczyni  | 2. | 15 lipca 2023    | Wimbledon   | Trawiasta     | Uns Dżabir          | 6:4, 6:4          |
| Zwyciężczyni  | 3. | 22 czerwca 2025  | Berlin      | Trawiasta     | Wang Xinyu          | 7:6(10), 4:6, 6:2 |

### Gra podwójna 3 (0–3)
| Końcowy wynik | Nr | Data             | Turniej  | Nawierzchnia | Partnerka           | Przeciwniczki                 | Wynik finału      |
| ------------- | -- | ---------------- | -------- | ------------ | ------------------- | ----------------------------- | ----------------- |
| Finalistka    | 1. | 16 maja 2021     | Rzym     | Ceglana      | Kristina Mladenovic | Sharon Fichman Giuliana Olmos | 6:4, 5:7, 5–10    |
| Finalistka    | 2. | 14 stycznia 2022 | Adelaide | Twarda       | Tereza Martincová   | Eri Hozumi Makoto Ninomiya    | 6:1, 6:7(4), 7–10 |
| Finalistka    | 3. | 25 czerwca 2023  | Berlin   | Trawiasta    | Kateřina Siniaková  | Caroline Garcia Luisa Stefani | 6:4, 6:7(8), 4–10 |

## Finały turniejów WTA 125

### Gra podwójna 1 (0–1)
| Końcowy wynik | Nr | Data            | Turniej | Nawierzchnia  | Partnerka           | Przeciwniczki            | Wynik finału |
| ------------- | -- | --------------- | ------- | ------------- | ------------------- | ------------------------ | ------------ |
| Finalistka    | 1. | 11 grudnia 2022 | Angers  | Twarda (hala) | Miriam Kolodziejová | Alycia Parks Zhang Shuai | 2:6, 2:6     |

## Występy w Turnieju Mistrzyń

### W grze pojedynczej
| Rok  | Rezultat     | Przeciwniczka                     | Wynik                                 |
| 2023 | Faza grupowa | Iga Świątek Uns Dżabir Coco Gauff | 6:7(3), 0:6 4:6, 3:6 7:5, 6:7(4), 3:6 |

## Występy w Turnieju WTA Elite Trophy

### W grze pojedynczej
| Rok  | Rezultat                                 | Przeciwniczka                            | Wynik                                    |
| 2019 | zrezygnowała ze startu mimo kwalifikacji | zrezygnowała ze startu mimo kwalifikacji | zrezygnowała ze startu mimo kwalifikacji |

## Finały turniejów ITF
| turnieje z pulą nagród 100 000 $ (W100)  |
| turnieje z pulą nagród 80 000 $ (W80)    |
| turnieje z pulą nagród 60 000 $ (W75)    |
| turnieje z pulą nagród 40 000 $ (W50)    |
| turnieje z pulą nagród 25/30 000 $ (W35) |
| turnieje z pulą nagród 15 000 $ (W15)    |
| turnieje z pulą nagród 10 000 $          |

### Gra pojedyncza 11 (8–3)
| Rezultat     |    | Data       | Turniej        | ($)     | Naw.    | Przeciwniczka            | Wynik         |
| Finalistka   | 1. | 08/03/2015 | Szarm el-Szejk | 10 000  | Twarda  | Wiera Łapko              | 5:7, 3:6      |
| Zwyciężczyni | 1. | 11/05/2015 | Zielona Góra   | 10 000  | Ceglana | Nateła Dzałamidze        | 6:3, 6:3      |
| Zwyciężczyni | 2. | 15/06/2015 | Przerów        | 10 000  | Ceglana | Jekatierina Aleksandrowa | 6:1, 6:4      |
| Zwyciężczyni | 3. | 20/03/2016 | Antalya        | 10 000  | Ceglana | Lisa Sabino              | 6:2, 6:0      |
| Zwyciężczyni | 4. | 22/01/2017 | Stuttgart      | 15 000  | Ceglana | Anna Zaja                | 3:6, 6:2, 6:1 |
| Zwyciężczyni | 5. | 05/02/2017 | Grenoble       | 25 000  | Twarda  | Anna Blinkowa            | 7:5, 6:4      |
| Finalistka   | 2. | 19/02/2017 | Perth          | 25 000  | Twarda  | Marie Bouzková           | 6:1, 3:6, 2:6 |
| Finalistka   | 3. | 05/03/2017 | Clare          | 25 000  | Twarda  | Beatriz Haddad Maia      | 2:6, 2:6      |
| Zwyciężczyni | 6. | 21/05/2017 | Trnawa         | 100 000 | Ceglana | Verónica Cepede Royg     | 7:5, 7:6(3)   |
| Zwyciężczyni | 7. | 30/07/2017 | Praga          | 80 000  | Ceglana | Karolína Muchová         | 7:5, 6:1      |
| Zwyciężczyni | 8. | 06/11/2022 | Shrewsbury     | 100 000 | Twarda  | Eva Lys                  | 7:5, 6:2      |

### Gra podwójna 8 (6–2)
| Rezultat     |    | Data       | Turniej        | ($)     | Naw.          | Partnerka           | Przeciwniczki                         | Wynik             |
| Zwyciężczyni | 1. | 07/03/2015 | Szarm el-Szejk | 10 000  | Twarda        | Wiera Łapko         | Anna Morgina Caroline Rohde-Moe       | 6:2, 6:4          |
| Zwyciężczyni | 2. | 15/05/2015 | Zielona Góra   | 10 000  | Ceglana       | Miriam Kolodziejová | Nateła Dzałamidze Margarita Łazariewa | 6:2, 6:2          |
| Zwyciężczyni | 3. | 19/06/2015 | Przerów        | 15 000  | Ceglana       | Miriam Kolodziejová | Martina Borecká Jesika Malečková      | 6:4, 6:1          |
| Finalistka   | 1. | 15/08/2015 | Praga          | 75 000  | Twarda        | Miriam Kolodziejová | Kateřina Kramperová Bernarda Pera     | 6:7(4), 7:5, 1–10 |
| Finalistka   | 2. | 19/03/2016 | Antalya        | 10 000  | Ceglana       | Natálie Novotná     | Olga Doroszyna Anastasija Wasyljewa   | 2:6, 1:6          |
| Zwyciężczyni | 4. | 21/01/2017 | Stuttgart      | 25 000  | Twarda (hala) | Miriam Kolodziejová | Anita Husarić Kimberley Zimmermann    | 7:6(3), 7:5       |
| Zwyciężczyni | 5. | 30/10/2022 | Poitiers       | 80 000  | Twarda (hala) | Miriam Kolodziejová | Jessika Ponchet Renata Voráčová       | 6:4, 6:3          |
| Zwyciężczyni | 6. | 06/11/2022 | Shrewsbury     | 100 000 | Twarda (hala) | Miriam Kolodziejová | Jessika Ponchet Renata Voráčová       | 7:6(4), 6:2       |

## Występy w igrzyskach olimpijskich

### Gra pojedyncza
| Runda                                                                  | Przeciwniczka                  | Wynik         |
| ---------------------------------------------------------------------- | ------------------------------ | ------------- |
|                                                                        |                                |               |
| Letnie Igrzyska Olimpijskie w Tokio 2020, reprezentując państwo Czechy |                                |               |
| I runda                                                                | Holandia: Kiki Bertens [16]    | 6:4, 3:6, 6:4 |
| II runda                                                               | Rumunia: Mihaela Buzărnescu    | 6:1, 6:2      |
| III runda                                                              | Japonia: Naomi Ōsaka [2]       | 6:1, 6:4      |
| Ćwierćfinał                                                            | Hiszpania: Paula Badosa        | 6:3, krecz    |
| Półfinał                                                               | Ukraina: Elina Switolina [4]   | 6:3, 6:1      |
| O złoty medal                                                          | Szwajcaria: Belinda Bencic [9] | 5:7, 6:2, 3:6 |

### Gra podwójna
| Runda                                                                  | Partnerka         | Przeciwniczki                           | Wynik           |
| ---------------------------------------------------------------------- | ----------------- | --------------------------------------- | --------------- |
|                                                                        |                   |                                         |                 |
| Letnie Igrzyska Olimpijskie w Tokio 2020, reprezentując państwo Czechy |                   |                                         |                 |
| I runda                                                                | Karolína Plíšková | Chiny: Duan Yingying / Zheng Saisai     | 6:2, 6:1        |
| II runda                                                               | Karolína Plíšková | Brazylia: Laura Pigossi / Luisa Stefani | 6:2, 4:6, 11–13 |

## Historia występów w juniorskim Wielkim Szlemie
| Gra pojedyncza  | Gra pojedyncza | Gra pojedyncza |
| --------------- | -------------- | -------------- |
|                 |                |                |
| Turniej         | 2014           | 2015           |
| Australian Open | A              | 1R             |
| French Open     | SF             | SF             |
| Wimbledon       | SF             | 1R             |
| US Open         | 1R             | 2R             |

| Gra podwójna    | Gra podwójna | Gra podwójna |
| --------------- | ------------ | ------------ |
|                 |              |              |
| Turniej         | 2014         | 2015         |
| Australian Open | A            | W            |
| French Open     | F            | W            |
| Wimbledon       | A            | SF           |
| US Open         | QF           | A            |

## Finały juniorskich turniejów wielkoszlemowych

### Gra podwójna (2–1)
| Legenda               |
| Australian Open (1–0) |
| French Open (1–1)     |
| Wimbledon (0–0)       |
| US Open (0–0)         |

| Wygrane według nawierzchni |
| Twarda (1–0)               |
| Ceglana (1–1)              |
| Trawiasta (0–0)            |
| Dywanowa (0–0)             |

| Końcowy wynik | Rok  | Turniej         | Nawierzchnia | Partnerka           | Przeciwniczki                      | Wynik finału   |
| Finalistka    | 2014 | French Open     | Ceglana      | Catherine Bellis    | Ioana Ducu Ioana Loredana Roșca    | 1:6, 7:5, 9–11 |
| Zwyciężczyni  | 2015 | Australian Open | Twarda       | Miriam Kolodziejová | Katharina Hobgarski Greet Minnen   | 7:5, 6:4       |
| Zwyciężczyni  | 2015 | French Open     | Ceglana      | Miriam Kolodziejová | Caroline Dolehide Katerina Stewart | 6:0, 6:3       |

## Zwycięstwa nad zawodniczkami klasyfikowanymi w danym momencie w czołowej dziesiątce rankingu WTA
Stan na 06.08.2025
| Sezon      | 2019 | 2020 | 2021 | 2022 | 2023 | 2024 | 2025 | Łącznie |
| Zwycięstwa | 2    | 1    | 2    | 1    | 5    | 1    | 2    | 14      |

| Lp.  | Zawodnik        | Ranking | Turniej                         | Nawierzchnia   | Runda | Wynik            |
| ---- | --------------- | ------- | ------------------------------- | -------------- | ----- | ---------------- |
| 2019 |                 |         |                                 |                |       |                  |
| 1.   | Simona Halep    | Nr 2    | Indian Wells, Stany Zjednoczone | Twarda         | 4R    | 6:2, 3:6, 6:2    |
| 2.   | Simona Halep    | Nr 2    | Rzym, Włochy                    | Ceglana        | 2R    | 2:6, 7:5, 6:3    |
| 2020 |                 |         |                                 |                |       |                  |
| 3.   | Elina Switolina | Nr 6    | Rzym, Włochy                    | Ceglana        | QF    | 6:3, 6:0         |
| 2021 |                 |         |                                 |                |       |                  |
| 4.   | Naomi Ōsaka     | Nr 2    | Igrzyska olimpijskie, Japonia   | Twarda         | 3R    | 6:1, 6:4         |
| 5.   | Elina Switolina | Nr 6    | Igrzyska olimpijskie, Japonia   | Twarda         | SF    | 6:3, 6:1         |
| 2022 |                 |         |                                 |                |       |                  |
| 6.   | Anett Kontaveit | Nr 5    | Indian Wells, Stany Zjednoczone | Twarda         | 3R    | 3:6, 7:5, 7:6(5) |
| 2023 |                 |         |                                 |                |       |                  |
| 7.   | Uns Dżabir      | Nr 2    | Australian Open, Australia      | Twarda         | 2R    | 6:1, 5:7, 6:1    |
| 8.   | Uns Dżabir      | Nr 4    | Indian Wells, Stany Zjednoczone | Twarda         | 3R    | 7:6(5), 6:4      |
| 9.   | Maria Sakari    | Nr 8    | Rzym, Włochy                    | Ceglana        | 3R    | 7:5, 6:3         |
| 10.  | Jessica Pegula  | Nr 4    | Wimbledon, Wielka Brytania      | Trawiasta      | QF    | 6:4, 2:6, 6:4    |
| 11.  | Uns Dżabir      | Nr 6    | Wimbledon, Wielka Brytania      | Trawiasta      | F     | 6:4, 6:4         |
| 2024 |                 |         |                                 |                |       |                  |
| 12.  | Aryna Sabalenka | Nr 2    | Stuttgart, Niemcy               | Ceglana (hala) | QF    | 3:6, 6:3, 7:5    |
| 2025 |                 |         |                                 |                |       |                  |
| 13.  | Madison Keys    | Nr 6    | Berlin, Niemcy                  | Trawiasta      | 3R    | 7:5, 7:6(6)      |
| 14.  | Aryna Sabalenka | Nr 1    | Berlin, Niemcy                  | Trawiasta      | SF    | 6:2, 6:4         |